# 대한민국-슬로바키아 관계
대한민국-슬로바키아 관계(Slovakia–South Korea relations)는 슬로바키아와 대한민국 간의 양자 관계이다.

## 역사
슬로바키아와 대한민국과 관계는 20세기 냉전 시기에 이뤄졌다. 당시 슬로바키아의 전신 국가였던 체코슬로바키아는 공산 진영의 국가였기에 북한과 단독 수교한 상태였다. 대한민국도 이러한 사실을 알고 체코슬로바키아와 별도로 외교 관계를 수립하지 않았다. 이후 벨벳 혁명이 발생하면서 체코와 슬로바키아가 분리되었고, 냉전이 종식되면서 양국은 1993년에 외교 관계 수립에 합의하였다. 2007년까지 슬로바키아는 주체코 대한민국 대사관이 겸임하다가 2007년에 슬로바키아 수도 브라티슬라바에 대사관을 설치하였다. 2024년에 양국은 전략적 동반자 관계 수립에 합의하였다.

## 같이 보기
- 대한민국의 대외 관계
- 슬로바키아의 대외 관계